# Pijpenstrootjesmineermot
De pijpenstrootjesmineermot (Elachista subalbidella) is een nachtvlinder uit de familie van de grasmineermotten (Elachistidae).
De spanwijdte van de vlinder bedraagt tussen de 10 tot 13 millimeter.
De soort komt voor in Europa en Noord-Amerika. In Nederland en België is de soort zeldzaam.

## Waardplanten
De pijpenstrootjesmineermot gebruikt diverse grassen, met name pijpenstrootje als waardplant.